# Juraj Dobrila

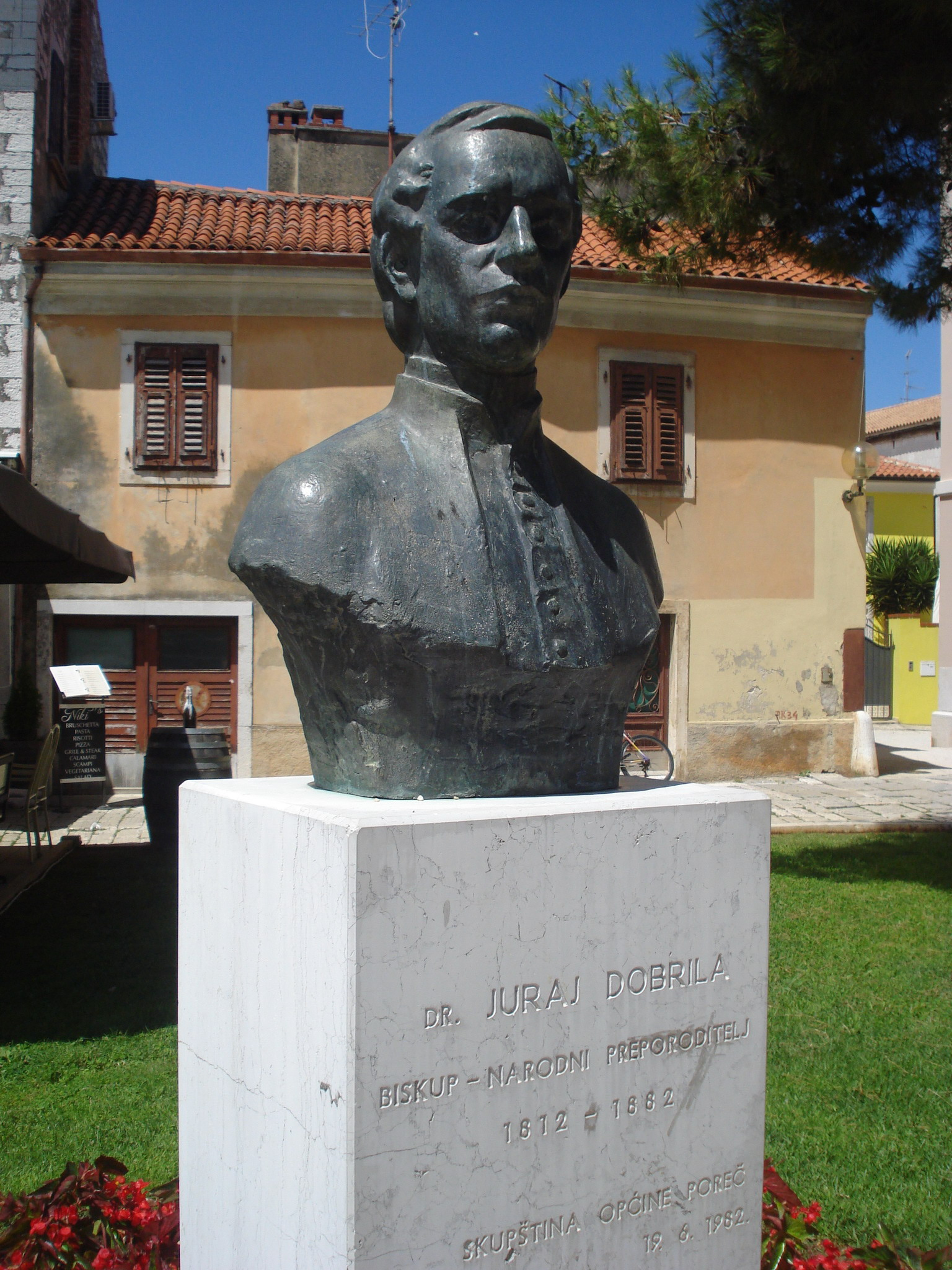
Borstbeeld in Poreč

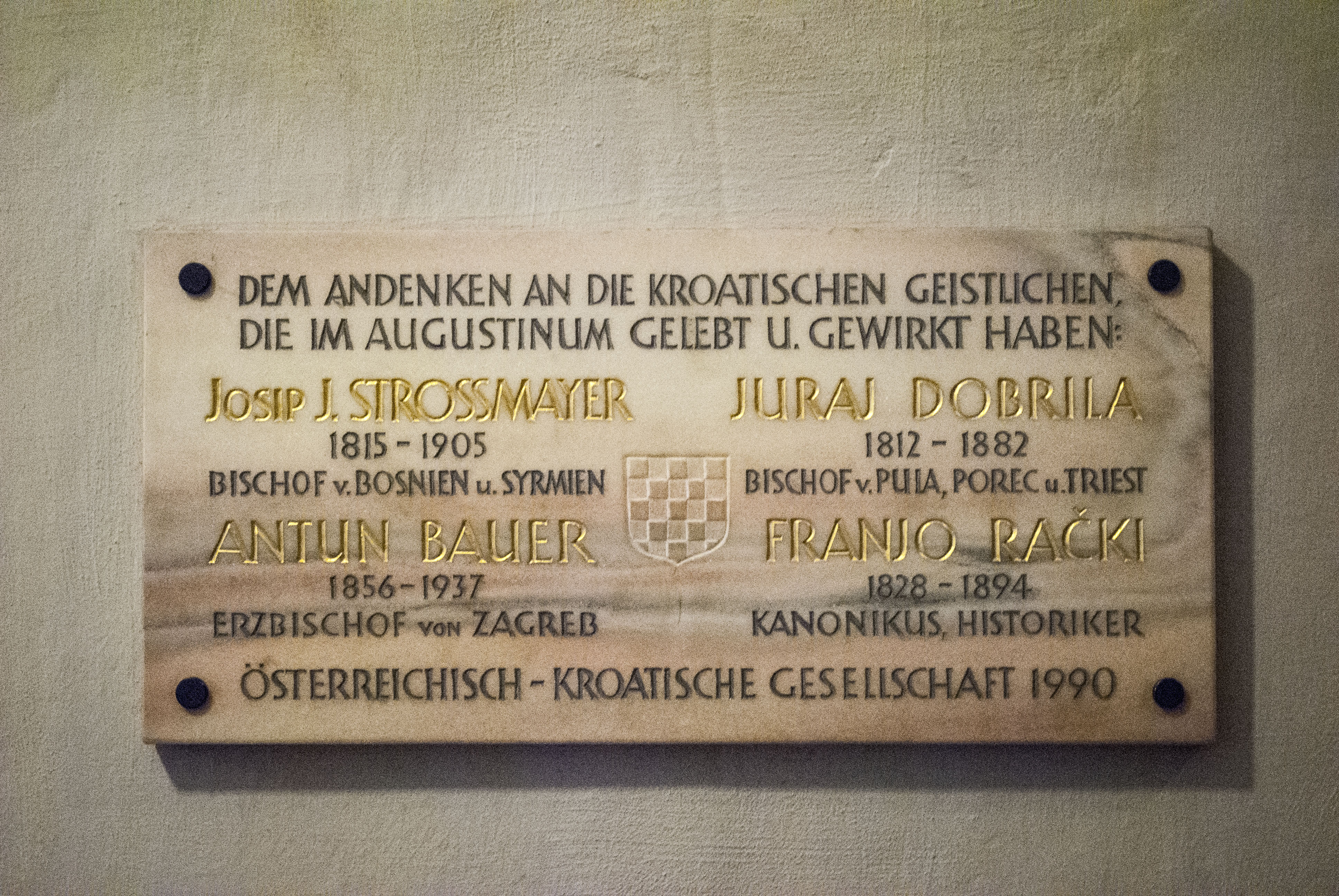
Gedenkplaat in Wenen (Augustinum)

Juraj Dobrila (Pazin, 16 maart 1812 – Triëst, 13 januari 1882) was een Kroatisch Rooms-katholiek priester en bisschop in de Oostenrijkse Kroonlanden: hij was bisschop van Poreč-Pula (1857-1875) in het koninkrijk Kroatië en Slavonië, alsook bisschop van Triëst-Capodistria (1875-1882) in de Vrije rijksstad Triëst en het markgraafschap Istrië.
Hij was lid van het Lagerhuis van Oostenrijk (1861-1865).

## Levensloop
Dobrila groeide op in Pazin, een landbouwersdorp in het Kroatisch deel van Istrië. Hij volgde studies filosofie (1832-1834) en theologie (1834-1838) in het priesterseminarie van Görz, met de moderne Italiaanse naam Gorizia. Na zijn priesterwijding (1837) doctoreerde hij in de theologie aan het Frintaneum, ook Augustinum genoemd, een priesterschool in Wenen. Hij combineerde de studies met parochietaken in Sloveense en Kroatische parochies. In 1842 behaalde hij de graad van doctor in de theologie. Met dit diploma uit Wenen mocht hij zich ‘deutscher Prediger’ of Duitstalige prediker noemen. 
Hij werd vervolgens rector van het pas opgerichte priesterseminarie in Triëst (1849). Ook kreeg Dobrila andere kerkelijke ambten in Triëst: kathedraalpastoor en kanunnik. 
Zijn bisschopswijding volgde in 1857. Hij was bisschop van het tweeledige bisdom Poreč en Pula van 1857 tot 1875. In deze periode had bisschop Dobrila ook politieke mandaten. Hij zetelde in de Landtag van Istrië en in het Huis van Afgevaardigden van de Rijksraad in Wenen.
In 1875 keerde Dobrila terug naar Triëst waar hij kanunnik was geweest in de kathedraal. Hij bekleedde de bisschopstronen van Triëst en Capodistria, in het Sloveens Koper genoemd. In Triëst ijverde hij voor de rechten van Slovenen en Kroaten bij het Oostenrijks bestuur. In de jaren 1869-1870 was hij concilievader in Rome tijdens het Eerste Vaticaans Concilie.
Hij bleef tot het einde van zijn leven bisschop van Triëst en Capodistria.

## Eerbewijzen
- De hogescholen van Pazin en van Pula dragen zijn naam.
- De universiteit van Pula, opgericht in 2006, draagt eveneens zijn naam: de Juraj Dobrila-Universiteit.
- Aan het Augustinum in Wenen hangt een gedenkplaat van oud-priesterstudenten die bisschop werden. De naam van Juraj Dobrila staat er vermeld.
- Het Kroatisch bankbriefje van 10 Kuna draagt een afbeelding van bisschop Dobrila.